# Alcáçovas
Alcáçovas ist eine Kleinstadt (Vila) und eine Gemeinde in der portugiesischen Region Alentejo.
Der Ort ist das Zentrum der Arte chocalheira, einer traditionellen Handwerkskunst der Tierglockenherstellung, die 2015 in die Liste des dringend erhaltungsbedürftigen immateriellen Kulturerbes der UNESCO eingetragen wurde.
Historisch spielte der Ort als herrschaftliche Residenzstadt mehrmals eine Rolle. Die vielen typischen Süßspeisen aus Alcáçovas, meist der Doçaria Conventual zuzurechnen, haben überwiegend in diesem Umfeld ihren Ursprung.

## Geschichte
Dokumente lassen vermuten, dass der Ort als Teil der römischen Provinz Lusitania unter dem Namen Castreleucos (in etwa: Weiße Burgen) ein Ort an der Römerstraße von Ebora Liberalitas Julia (heute Évora) nach Salacia (heute Alcácer do Sal) war.
Ab 711 n. Chr. wurde der Ort von den Arabern erobert und war bis zur christlichen Eroberung im 13. Jahrhundert Teil des Al-Andalus. Der Ursprung heutigen Ortsnamens (aus dem Arabischen al-Qasr für Festung) wird auf die Mauren zurückgeführt, die hier die beiden alten römischen Befestigungen neu ausgebaut haben dürften.
Der heutige Ort wurde vermutlich im Zuge der Siedlungspolitik nach der christlichen Reconquista neu besiedelt. So gab D. Martinho I., Bischof von Évora, am 17. August 1258 erste Stadtrecht an Alcáçovas, das damit zur Vila wurde (damals administrativer und juristischer Sitz, heute Kleinstadt). König D. Dinis bestätigte am 25. April 1279 von Évora aus die Stadtrechte und ließ die beiden hiesigen Festungen um 1309 neu errichten, wobei eine zur Königsresidenz umgebaut wurde. Die damalige Garnisonskapelle der zweiten, weiter als Festung dienenden Anlage blieb als heutige Gemeindekirche erhalten.
In der Königsresidenz, heute meist als Paço dos Henriques bekannt, wurde der Vertrag von Alcáçovas am 4. September 1479 unterschrieben, mit dem der Kastilische Erbfolgekrieg beendet wurde. Die Eltern des portugiesischen Königs D. Manuel I. heirateten 1447 hier, und die Ehe der Eltern der Königin Isabella I. von Kastilien wurde hier um 1447 ausgehandelt. König D. João II. unterschrieb hier am 20. September 1495 sein Testament, mit dem er seinen Cousin D. Manuel I. als seinen Nachfolger bestimmte.
Der Ort blieb Sitz eines eigenständigen Kreises, bis zu den Verwaltungsreformen nach der Liberalen Revolution ab 1821 und dem folgenden Miguelistenkrieg ab 1834. In der Folge wurde der Kreis Alcáçovas 1836 aufgelöst und ist seither eine Gemeinde des Kreises Viana do Alentejo.
Im Zuge der wachsenden Bevölkerung wurde in Alcáçovas 1888 eine größere Schule eröffnet, die Escola Oficial. Die Volkszählung von 1890 stellte hier bereits eine Zahl von über 600 Kindern bis 15 Jahren fest. 1924 wurde das neue Krankenhaus eröffnet. Anschluss an das landesweite Stromnetz erhielt Alcáçovas erst 1956, was dann jedoch mit einem großen Volksfest gefeiert wurde.

## Verwaltung
Alcáçovas ist Sitz einer gleichnamigen Gemeinde (Freguesia) im Landkreis (Concelho) von Viana do Alentejo im Distrikt Évora. Die Gemeinde hat eine Fläche von 268,0 km² und 1931 Einwohner (Stand 19. April 2021). Die Bevölkerungsdichte beträgt 7,2 Einw./km².
| Bevölkerungsentwicklung der Gemeinde Alcáçovas (1864–2011) | Bevölkerungsentwicklung der Gemeinde Alcáçovas (1864–2011) | Bevölkerungsentwicklung der Gemeinde Alcáçovas (1864–2011) | Bevölkerungsentwicklung der Gemeinde Alcáçovas (1864–2011) | Bevölkerungsentwicklung der Gemeinde Alcáçovas (1864–2011) | Bevölkerungsentwicklung der Gemeinde Alcáçovas (1864–2011) | Bevölkerungsentwicklung der Gemeinde Alcáçovas (1864–2011) | Bevölkerungsentwicklung der Gemeinde Alcáçovas (1864–2011) | Bevölkerungsentwicklung der Gemeinde Alcáçovas (1864–2011) | Bevölkerungsentwicklung der Gemeinde Alcáçovas (1864–2011) | Bevölkerungsentwicklung der Gemeinde Alcáçovas (1864–2011) | Bevölkerungsentwicklung der Gemeinde Alcáçovas (1864–2011) | Bevölkerungsentwicklung der Gemeinde Alcáçovas (1864–2011) | Bevölkerungsentwicklung der Gemeinde Alcáçovas (1864–2011) | Bevölkerungsentwicklung der Gemeinde Alcáçovas (1864–2011) |
| ---------------------------------------------------------- | ---------------------------------------------------------- | ---------------------------------------------------------- | ---------------------------------------------------------- | ---------------------------------------------------------- | ---------------------------------------------------------- | ---------------------------------------------------------- | ---------------------------------------------------------- | ---------------------------------------------------------- | ---------------------------------------------------------- | ---------------------------------------------------------- | ---------------------------------------------------------- | ---------------------------------------------------------- | ---------------------------------------------------------- | ---------------------------------------------------------- |
| 1864                                                       | 1878                                                       | 1890                                                       | 1900                                                       | 1911                                                       | 1920                                                       | 1930                                                       | 1940                                                       | 1950                                                       | 1960                                                       | 1970                                                       | 1981                                                       | 1991                                                       | 2001                                                       | 2011                                                       |
| 2 044                                                      | 2 108                                                      | 2 295                                                      | 2 391                                                      | 3 027                                                      | 3 350                                                      | 3 606                                                      | 4 384                                                      | 4 541                                                      | 4 314                                                      | 2 651                                                      | 2 480                                                      | 2 329                                                      | 2 088                                                      | 2 111                                                      |

Folgende Ortschaften, Landgüter und Orte liegen im Gemeindegebiet:

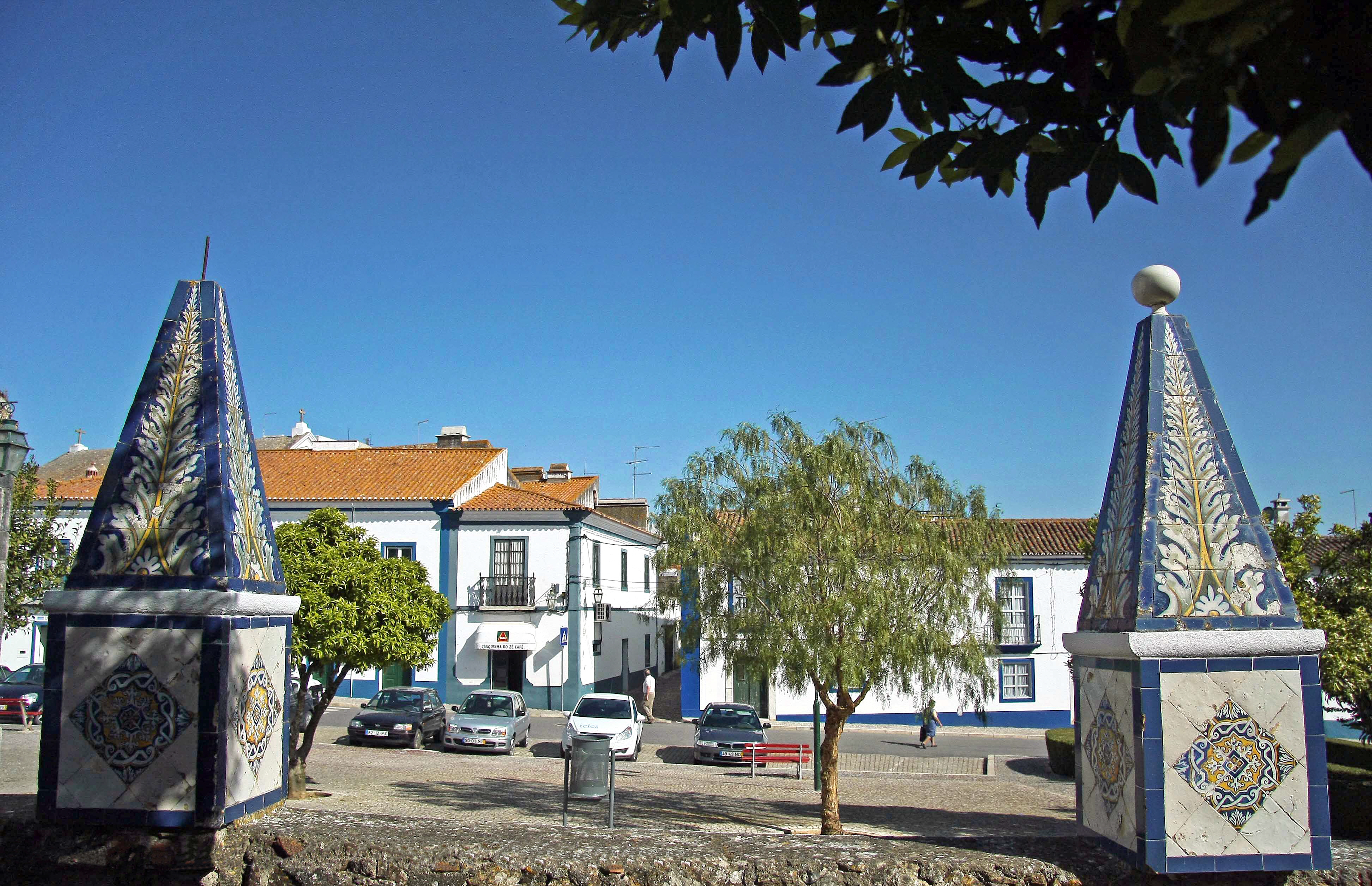
Platz in der Ortsmitte von Alcáçovas

| - Alcáçovas - Estrada da Cruzinha - Horta Rossio do Pinheiro - Monte Chão da Casinha - Monte da Várzea - Monte Dois Moinhos - Monte Poço Novo | - Monte Ratinho - Monte Ribeira de Évora - Monte São Geraldo - Monte Vale de Mendro - Monte Vale Prazeres - Vale da Rata - Vale de Alcácer |

## Wirtschaft
Die Landwirtschaft mit Korkeichen, Olivenbäumen und Weizenfeldern sowie Viehzucht stellt die Haupteinnahmequelle im Ort und in der Umgebung dar.

## Sehenswürdigkeiten
Eine Reihe Baudenkmäler befinden sich in Alcáçovas, so:
- Biblioteca Municipal de Alcáçovas (Stadtbibliothek)[5]
- Convento de Nossa Senhora da Esperança (Kloster aus dem 17. Jh.)[6]
- Coreto de Alcáçovas (Musikpavillon von 1930)[7]
- Edifício, Igreja e Hospital da Santa Casa da Misericórdia de Alcáçovas (Krankenhaus mit Kirche und Hauptgebäude der hiesigen, 1551 eröffneten Santa Casa de Misericórdia)[8]
- Ermida de São Geraldo (Kapelle aus dem 17. Jh.)[9]
- Ermida de São Pedro dos Sequeiras (Kapelle aus dem 16. Jh.)[10]
- Ermida do Senhor da Pedra (Kapelle aus dem 18. Jh.)[11]
- Horto do Paço das Alcáçovas, auch Horto do Paço dos Henriques und Horto do Paço Real da Vila (im 13. Jh. gegründetes Herrenhaus, im 15. Jh. neu errichtet)[12]
- Igreja Paroquial de Alcáçovas, auch Igreja de São Salvador (Gemeindekirche aus dem 15. Jh., im 12. Jh. erstmals errichtet)[13]
- Jardim Cruz e Silva (Gartenanlage, 1957 errichtet)[14]
- Moinho de Água da Madeira (Wassermühle)[15]
- Moinho de Água do Freixo (Wassermühle)[16]
- Moinho de Água Novo, auch Moinho Novo (Wassermühle)[17]
- Moinho de Bigadurilhas (Windmühle)[18]
- Núcleo urbano da vila de Alcáçovas (Historischer Ortskern als Ganzes)[19]
- Paço dos Henriques, auch Paço das Alcáçovas oder Paço Real da Vila (im 13. Jh. gegründete Königsresidenz, im 15. Jh. neu errichtet, später lokales Herrenhaus)[20]
- Palácio dos Fragoso de Barros Barahona (Stadtpalast / Herrenhaus aus dem 17. Jh.)[21]

## Söhne und Töchter
- Aleixo de Abreu (1568–1630), Arzt
- Tomás Ribas (1918–1999), Autor, Theaterregisseur und Journalist